# 651-es tervszámú tengeralattjáró
A 651-es tervszámú tengeralattjáró (oroszul: Подводная лодка проекта 651, NATO-kódja: Juliett osztály) a Szovjetunióban kifejlesztett második generációs, dízel-elektromos meghajtású robotrepülőgép-hordozó tengeralattjáró. A Szovjet Haditengerészetnél a 613-as tervszámú tengeralattjárókat (NATO-kódja: Whiskey osztály) váltották fel velük az 1960-as években. A később, az 1950-es évek tervei alapján készült tengeralattjáró-osztály hajói jelentették a Szovjet Haditengerészet repülőgép-hordozók ellen kifejlesztett nukleáris ütőerejét (elsősorban Egyesült Államok, valamint szövetségesei ellen).

## Története
A hajót a leningrádi Rubin tervezőirodában (CKB–18)  fejlesztették ki, a tervezőcsoport vezetője Abram Szamuilovics Kasszacer volt. A hajót nukleáris robbanófejjel felszerelhető robotrepülőgépek hordozására és indítására tervezték. A robotrepülőgépeket az 555 km hatótávolságon belüli célpontok ellen indíthatták. Az indításkor a tengeralattjárónak felszínre kellett emelkednie és maximum 7 km/h-s sebesség mellett a felszínre emelkedéstől számított 5 percen belül indíthatta az első robotrepülőgépet. A másik három robotrepülőgép indítása az első robotrepülőgép indításától számított egymást követő 10 másodperces időközökkel következhettek. Kezdetben a robotrepülőgépek tehetetlenségi programirányítású P–5 (NATO kód: SS–N–3 Shaddock) nukleáris fejjel szerelhető gépek voltak. Amikor P-5s változat is elavulttá vált, a P–6 (NATO kódneve ugyancsak: SS–N–3 Shaddock) robotrepülőgéppel váltották le. A P–6-ot kifejezetten repülőgép-hordozók ellen fejlesztették ki. 10 m²-es antennájú tűzvezető radart építettek be a torony első részébe, amely a torony felépítményéből nyílt ki és forgott körbe a robotrepülőgép indításakor és célravezetésekor. Az egyik hajót végül ellátták a Kaszatka műhold által szolgáltatott műholdas célmeghatározó és célravezető képességgel, melyet a P–500 Bazalt (NATO-kódneve: SS–N–12 Sandbox), ellenséges hajók ellen kifejlesztett robotrepülőgépeknél alkalmaztak.
A kezdeti tervek 35 tengeralattjáró megépítését tartalmazták. Végül csak 16 készült el. Kettő (köztük a mintául szolgáló hajó) a Balti Hajógyárban készült Leningrádban. A többi Gorkijben, a Krasznoje Szormovo hajógyárban készült. Építésük 1963-ban kezdődött és az utolsót 1968-ban fejezték be. Az 1980-as évek végéig álltak szolgálatban. Az utolsót 1994-ben szerelték szét.
A Juliett osztály leváltására később hadrendbe álltak a nukleáris meghajtású 659-es tervszámú (NATO-kódja: Echo I. osztály) tengeralattjárók és a 675-ös tervszámú (NATO-kódja: Echo II. osztály) tengeralattjárók, melyek már hat illetve nyolc robotrepülőgépet is indíthattak. Ezen hajóosztályok valójában a Juliett osztály egy-egy nagyobb méretű, nukleáris meghajtású változatai.

## Jellemzői
A tengeralattjáró alacsony mágnesesjel-kibocsátással rendelkezett, amely a paramágneses tulajdonságú, duplafalú, ausztenites acélból készült hajótestnek és az azt borító 50 mm vastag fekete hangelnyelő keménygumi-rétegnek köszönhető.
A magas tartalék felhajtóerővel bíró hajó nyolc vízzáró rekeszre volt osztva:
- orrtorpedó-terem
- tisztek és parancsnokok szállása, illetve a hajtásért felelős akkumulátorok
- robotrepülőgép-vezérlő helyiség és akkumulátortároló
- vezérlőterem
- legénységi szállás és akkumulátortároló
- gépház első része a dízel-motorokkal és generátorokkal
- gépház hátsó része az elektromos motorokkal
- tattorpedó-terem

## Az osztály egységei
- K–24 (1987 óta: B–124) Északi Flotta, 1987-től Balti Flottánál, 1994-ben eladták, ma múzeumhajó Németországban, Peenemündében
- K–58 (B–58) Fekete-tengeri Flotta, 1992-től sólyán, utána szétbontották
- K–63 (B–63) Északi Flotta, 1987-től Balti Flottánál, 1991-ben szétbontották
- K–67 (B–67) Fekete-tengeri Flotta, 1994-ben szétbontották
- K–68 (B–68) Északi Flotta, 1987-től Balti Flottánál, 1987-ben szétbontották
- K–70 (1987 óta: B–70/B–270) Csendes-óceáni Flotta, 1991-ben szétbontották
- K–73 (B–73) – Csendes-óceáni Flotta, 1991-ben szétbontották
- K–77 (B–77) – Északi Flotta, 1987-től a Balti Flottánál, 1994-ben eladva, később múzeumhajó az Egyesült Államokban, 2007-ben egy utólag vágott nyíláson víz folyt be és 30 óra alatt elsüllyedt. Részlegesen kiemelték, de felújítása a tetemes költségek miatt (kb. 1 millió dollár) továbbra is kétséges.
- K–78 (1987 óta: B–78/ B–478) – Északi Flotta, 1987-től a Balti Flottánál, 1992-ben szétszerelésre vontatás közben elsüllyedt
- K–81 (B–81) nem ismert
- K–85 (B–85) Északi Flotta, 1987-től Balti Flottánál, 1988-ban szétbontották
- K–120 (B–120) Csendes-óceáni Flotta, 1991-ben szétbontották
- K–156 (1987 óta: B–156) Északi Flotta, 1987-től Balti Flottánál, 1988-ban szétbontották
- K–203 (B–203) Északi Flotta, 1987-től Balti Flottánál, 1994-ben szétbontották
- K–304 (B–304) Északi Flotta, 1987-től Balti Flottánál, 1994-ben szétbontották
- K–318 (B–318) Fekete-tengeri Flotta, 1994-ben szétbontották

## Fordítás
- Ez a szócikk részben vagy egészben a Juliett class submarine című angol Wikipédia-szócikk fordításán alapul.  Az eredeti cikk szerkesztőit annak laptörténete sorolja fel. Ez a jelzés csupán a megfogalmazás eredetét és a szerzői jogokat jelzi, nem szolgál a cikkben szereplő információk forrásmegjelöléseként.